# Anticapitalism

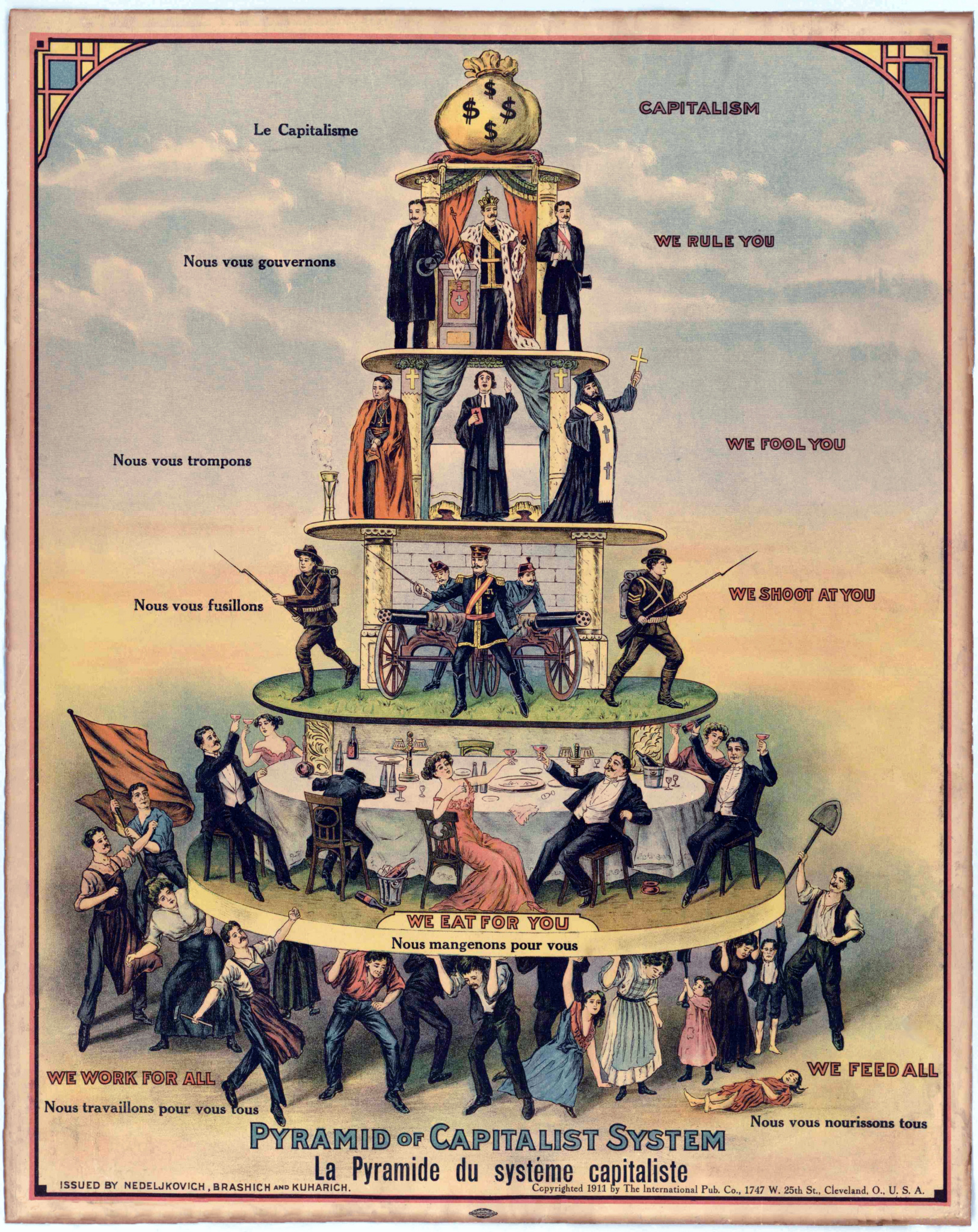
Pyramid of Capitalist System, un afiș din 1911 a Muncitorilor industriali ai lumii

Anticapitalismul este o ideologie și o mișcare politică care cuprinde o varietate de atitudini și idei care se opun capitalismului. În acest sens, anticapitaliștii sunt cei care doresc să înlocuiască capitalismul cu un alt tip de sistem economic, de obicei o formă de socialism sau comunism.

## Socialism

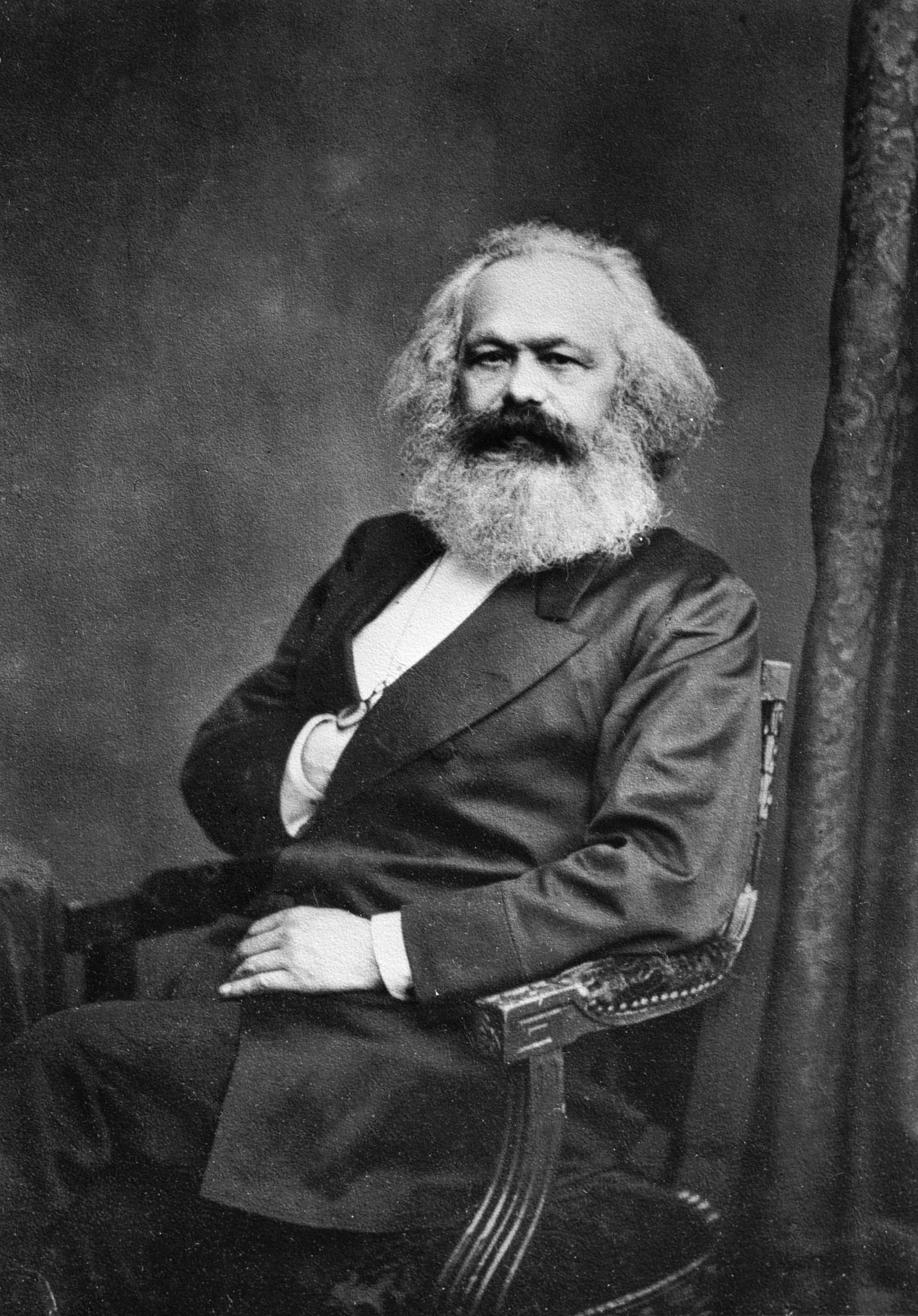
Karl Marx, considerat de mulți drept unul dintre părinții fondatori ai gândirii anticapitaliste

Socialismul susține proprietatea publică sau directă a lucrătorilor și administrarea mijloacelor de producție și alocarea resurselor și o societate caracterizată prin acces egal la resurse pentru toți indivizii, cu o metodă egalitară de compensare.
1. O teorie sau politică de organizare socială care urmărește sau susține proprietatea și controlul democratic asupra mijloacelor de producție, de către muncitori sau comunitatea în ansamblu, și administrarea sau distribuirea acestora în interesul tuturor.
2. Socialiștii susțin o economie cooperativă/comunitară a muncitorilor, sau culmile dominante ale economiei,[3] prin control democratic de către popor asupra statului, deși au existat unele filozofii nedemocratice. Proprietatea „de stat” sau „cooperativă de muncitori” este în opoziție fundamentală cu proprietatea „privată” a mijloacelor de producție, care este o trăsătură definitorie a capitalismului. Majoritatea socialiștilor susțin faptul că, capitalismul concentrează în mod nedrept puterea, bogăția și profitul, într-un segment mic al societății care controlează capitalul și își extrage bogăția prin exploatare.

Socialiștii argumentează că acumularea de capital duce la risipirea externalităților care necesită măsuri de reglementare corective costisitoare. Ei subliniază, de asemenea, că acest proces generează industrii și practici risipitoare care există doar pentru a genera o cerere suficientă pentru ca produsele să fie vândute cu profit (cum ar fi reclamele de înaltă presiune); creând astfel mai degrabă decât satisfacerea cererii economice.
Socialiștii mai susțin faptul că, capitalismul constă într-o activitate irațională, cum ar fi cumpărarea de mărfuri doar pentru a le vinde într-un moment ulterior, când prețul lor se apreciază, mai degrabă decât pentru consum, chiar dacă marfa nu poate fi vândută cu profit persoanelor care au nevoie; ei susțin că a face bani sau acumularea de capital nu corespunde cu satisfacerea cererii.
Proprietatea privată impune constrângeri asupra planificării, ceea ce duce la decizii economice inaccesibile care au ca rezultat producție imorală, șomaj și o risipă uriașă de resurse materiale în timpul crizei de supraproducție. Potrivit socialiștilor, proprietatea privată a mijloacelor de producție devine învechită atunci când se concentrează în instituții centralizate, socializate, bazate pe însușirea privată a veniturilor (dar bazată pe munca cooperativă și planificarea internă în alocarea inputurilor) până când rolul capitalistului devine redundant. Fără nevoie de acumulare de capital și de o clasă de proprietari, proprietatea privată a mijloacelor de producție este percepută ca fiind o formă depășită de organizare economică care ar trebui înlocuită cu o asociere liberă a indivizilor bazată pe proprietatea publică sau comună a acestor active socializate. Socialiștii consideră că relațiile de proprietate privată limitează potențialul forțelor productive în economie.
Primii socialiști (socialiști utopici și socialiști ricardieni) au criticat capitalismul pentru că acesta concentrează puterea și bogăția într-un segment mic al societății, și pentru că nu folosea tehnologia și resursele disponibile la potențialul lor maxim în interesul publicului.

### Anarhismul și socialismul libertarian
Vedeți și: Economia anarhistă și Economia socialistă

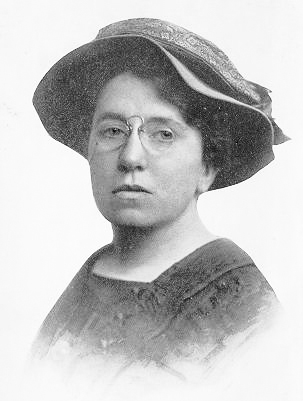
Emma Goldman a denunțat faimos sclavia salarială spunând: „Singura diferență este că sunteți sclavi angajați în loc de sclavi forțați."

Pentru influentul filosof anarho-individualist german Max Stirner, „proprietatea privată este o sperietoare” care „trăiește prin grația legii” și „devine „a mea” doar prin efectul legii”. Cu alte cuvinte, proprietatea privată există pur și simplu „prin protecția statului, prin grația statului”. Recunoscând nevoia de protecție a statului, Stirner a susținut că „nu trebuie să facă nicio diferență pentru „cetățenii buni” care îi protejează pe ei și principiile lor, fie că este un rege absolut sau unul constituțional, o republică, dacă doar aceștia sunt protejați. Și care este principiul lor, al cărui protector îl „iubesc” întotdeauna? Nu cel al muncii, ci mai degrabă este „posedarea purtătoare de dobânzi...capitalul muncitor, prin urmare...munca cu siguranță, dar puțin sau deloc din propria persoană, ci munca capitalului și a muncitorilor supuși”. Anarhistul francez Pierre-Joseph Proudhon s-a opus privilegiului guvernamental care protejează interesele capitaliste, bancare și funciare și acumulării sau achiziționării de proprietăți (și oricărei forme de constrângere care a dus la aceasta) despre care credea că împiedică concurența și păstrează bogăția în mâinile celor puțini. Anarho-individualistul spaniol Miguel Giménez Igualada a spus:
„capitalismul [ca] efect al guvernării; dispariția guvernării înseamnă căderea vertiginoasă de pe soclu a capitalismului... Ceea ce numim capitalism nu este altceva, ci un produs al Statului, în cadrul căruia singurul lucru care este împins înainte este profitul, dobândit pe merit sau nu. Așadar, lupta împotriva capitalismului este o sarcină inutilă, deoarece fie că este vorba de capitalism de stat sau capitalism de întreprindere, atâta timp cât va exista Guvernul, exploatarea capitalului va exista. Lupta, dar a conștiinței, este împotriva Statului.”—Miguel Giménez Igualada
În cadrul anarhismului a apărut o critică a sclaviei salariale, care se referă la o situație percepută ca sclavie cvasivoluntară, în care existența unei persoane depinde de salariu, mai ales când dependența este totală și imediată. Este un termen cu o conotație negativă folosit pentru a face o analogie între sclavie și munca salariată, concentrându-se pe asemănările dintre deținerea și închirierea unei persoane. Termenul de sclavie salarială a fost folosit pentru a critica exploatarea economică și stratificarea socială, prima fiind văzută în primul rând ca putere inegală de negociere între forță de muncă și capital (în special atunci când lucrătorii sunt plătiți cu salarii relativ mici, de exemplu în ateliere), iar cea din urmă ca o lipsă de autogestionarea lucrătorilor, îndeplinirea opțiunilor de muncă și petrecerea timpului liber într-o economie. Socialiștii libertarieni cred că dacă libertatea este apreciată, atunci societatea trebuie să lucreze spre un sistem în care indivizii au puterea de a decide problemele economice împreună cu problemele politice. Socialiștii libertarieni încearcă să înlocuiască autoritatea nejustificată cu democrația directă, federația voluntară și autonomia populară în toate aspectele vieții, inclusiv comunitățile fizice și întreprinderile economice. Odată cu apariția Revoluției Industriale, gânditori precum Proudhon și Marx au elaborat comparația dintre munca salariată și sclavie în contextul unei critici a proprietății societale care nu este destinată utilizării personale active, luddiții au subliniat dezumanizarea produsă de mașini, în timp ce mai târziu americana anarhistă Emma Goldman a denunțat sclavia salarială spunând: „Singura diferență este că sunteți sclavi angajați în loc de sclavi forțați”. Goldman credea că sistemul economic al capitalismului era incompatibil cu libertatea umană. „Singura cerință pe care o recunoaște proprietatea”, a scris ea în Anarchism and Other Essays, „este propriul ei apetit lacom pentru o bogăție mai mare, pentru că bogăția înseamnă putere; puterea de a supune, de a zdrobi, de a exploata, puterea de a înrobi, de a indigna, de a degrada.” Ea a mai susținut faptul că sistemul capitalist i-a dezumanizat pe muncitori, „transformând producătorul într-o simplă particulă a unei mașini, cu mai puțină voință și decizie decât stăpânul său de oțel și fier”.
Noam Chomsky susține că există o mică diferență morală între sclavia proprie și închirierea propriei persoane unui proprietar sau „sclavia salarială”. El simte că este un atac la adresa integrității personale care subminează libertatea individuală. El susține că lucrătorii ar trebui să dețină și să-și controleze locul de muncă. Mulți socialiști libertarieni susțin că asociațiile de voluntariat pe scară largă ar trebui să gestioneze producția industrială, în timp ce muncitorii își păstrează drepturile asupra produselor individuale ale muncii lor. Ca atare, ei văd o distincție între conceptele de „proprietate privată” și „posedare personală”. În timp ce „proprietatea privată” acordă unui individ control exclusiv asupra unui lucru, indiferent dacă acesta este în uz sau nu, și indiferent de capacitatea sa productivă, „posedarea” nu acordă niciun drept asupra lucrurilor care nu sunt în uz.
Pe lângă monopolurile „big four” ale anarho-individualistului Benjamin Tucker (pământul, banii, tarifele și drepturile), Kevin Carson susține că statul a transferat și bogăția către cei bogați, subvenționând centralizarea organizațională, sub formă de subvenții pentru transport și comunicații. El crede că Tucker a trecut cu vederea această problemă din cauza concentrării lui Tucker pe tranzacțiile individuale de pe piață, în timp ce Carson se concentrează și pe probleme organizaționale. Carson susține că în istorie, „capitalismul, a apărut ca o nouă societate de clasă direct din vechea societate de clasă a Evului Mediu, a fost întemeiat pe un act de jaf la fel de masiv precum cucerirea feudală anterioară a pământului. A fost susținut până în prezent prin continua intervenție a statului pentru a-și proteja sistemul de privilegii fără de care supraviețuirea sa este de neimaginat.” Carson a inventat termenul peiorativ „libertarianism vulgar”, o expresie care descrie utilizarea unei retorici a pieței libere în apărarea capitalismului corporativ și a inegalității economice. Potrivit lui Carson, termenul este derivat din sintagma „economie politică vulgară”, pe care Karl Marx a descris-o ca o ordine economică care „devine în mod deliberat din ce în ce mai scuzabilă și face încercări stăruitoare de a scoate din existență ideile care conțin contradicțiile [existente în viața economică]."

### Marxismul

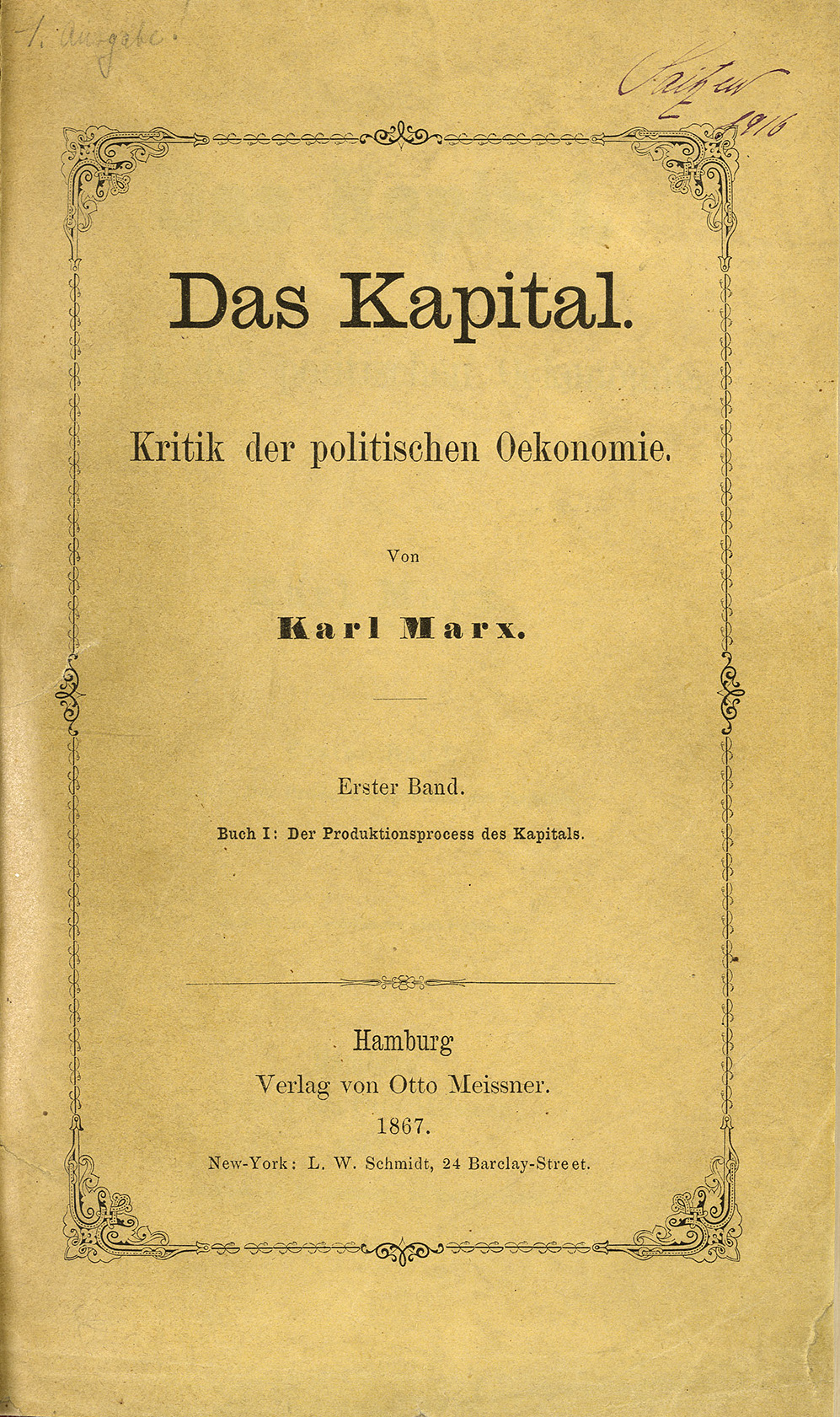
Capital: Critica Politicii Economice, de Karl Marx, este o analiză critică a economiei politice, menită să dezvăluie legile economice ale modului de producție capitalist.

Karl Marx a văzut capitalismul ca pe o etapă istorică, cândva progresistă, dar care în cele din urmă va stagna din cauza contradicțiilor interne și va fi urmată în cele din urmă de socialism. Marx a susținut faptul că, sistemul capitalist nu era altceva decât o piatră de temelie necesară pentru progresul omului, care avea să se confrunte apoi cu o revoluție politică înainte de a îmbrățișa societatea fără clase. Marxiștii definesc capitalul ca „o relație socială, economică” între oameni (mai degrabă decât între oameni și lucruri). În acest sens, ei urmăresc desființarea capitalului. Ei cred că proprietatea privată a mijloacelor de producție îi îmbogățește pe capitaliști (proprietari de capital) în detrimentul muncitorilor („bogații se îmbogățesc, iar săracii devin mai săraci”). Pe scurt, ei susțin că proprietarii mijloacelor de producție nu lucrează și, prin urmare, exploatează forța de muncă. În viziunea lui Karl Marx, capitaliștii vor acumula în cele din urmă tot mai mult capital, sărăcind clasa muncitoare și creând condițiile sociale pentru o revoluție care ar răsturna instituțiile capitalismului. Proprietatea privată asupra mijloacelor de producție și distribuție este văzută ca o dependență a claselor care nu fac parte din clasa dominantă și, în cele din urmă, o sursă de restrângere a libertății umane.

### Lucrări citate
- Hallgrimsdottir, Helga Kristin; Benoit, Cecilia (2007). „From Wage Slaves to Wage Workers: Cultural Opportunity Structures and the Evolution of the Wage Demands of the Knights of Labor and the American Federation of Labor, 1880–1900”. Social Forces. 85 (3): 1393–411. doi:10.1353/sof.2007.0037. JSTOR 4494978.
- Sandel, Michael J. (1996). Democracy's Discontent: America in Search of a Public Philosophy. Cambridge, MA: Belknap Press. ISBN 978-0-674-19744-2.
- Ellerman, David P. (1992). Property and Contract in Economics: The Case for Economic Democracy (PDF). Cambridge, MA: Blackwell. ISBN 978-1-55786-309-6. Accesat în 9 martie 2013.
- Goldman, Emma (2003).  Candace Falk;  et al., ed. Emma Goldman: A Documentary History of the American Years, Volume I: Made for America, 1890–1901. Berkeley & Los Angeles, CA: University of California Press. ISBN 978-0-520-08670-8.
- Marx, Karl (1969) [1863]. Theories of Surplus Value. Moscow: Progress Publishers.
- Proudhon, Pierre-Joseph (1890) [1840]. What Is Property? or, An Inquiry into the Principle of Right and of Government. New York, NY: Humboldt Publishing.